# Мавликов, Вазил Салихович
Вазил Салихович Мавликов (тат. Мэуликов; 1943—2015) — советский работник строительной отрасли, Герой Социалистического Труда.

## Биография
Родился 30 октября 1943 года в деревне Верхний Шемордан Кукморского района Татарской АССР в многодетной семье.
После восьми классов школы Вазил окончил железнодорожное училище в Юдино, и трудовую деятельность начал в 1961 году каменщиком в дорожно-строительном тресте № 5 Горьковской железной дороги. Затем служил в Советской армии, демобилизовавшись из которой
поступил на работу на Казанский завод органического синтеза. С началом строительства КАМАЗа, по комсомольской путевке в ноябре 1969 года приехал в Набережные Челны и в январе 1970 года возглавил комсомольско-молодёжную бригаду каменщиков АО «Челныгорстрой», которая в 1974 году стала лауреатом премии Ленинского комсомола Татарии им. Мусы Джалиля, а сам Мавликов был награждён орденом «Знак Почета». За доблестный труд в последующие годы, был награждён в 1977 году орденом Октябрьской Революции.
Кроме производственной, Вазил Салихович занимался общественной деятельностью, был делегатом XVI, XVII и XVIII съездов комсомола, избирался депутатом Верховного Совета СССР 11-го созыва. После выхода на пенсию продолжал участвовать в общественно-политической жизни города Набережные Челны.
Скончался 22 июня 2015 года на 72-м году жизни. Похоронен на старом городском кладбище Набережных Челнов .

## Награды
- В 1981 году В. С. Мавликову было присвоено звание Героя Социалистического Труда с вручением ордена Ленина (за выдающиеся успехи, достигнутые при строительстве второй очереди, и освоение мощностей Камского объединения по производству большегрузных автомобилей).
- Также был награждён орденами «Знак Почета», Октябрьской Революции и медалями.
- Заслуженный строитель ТАССР (1975).
- Почетный гражданин города Набережные Челны.